# Aristolochia fimbriata
Aristolochia fimbriata även franspipranka är en piprankeväxtart som beskrevs av Adelbert von Chamisso. Aristolochia fimbriata ingår i släktet piprankor, och familjen piprankeväxter. Inga underarter finns listade i Catalogue of Life.